# Ribellione inglese del 1088

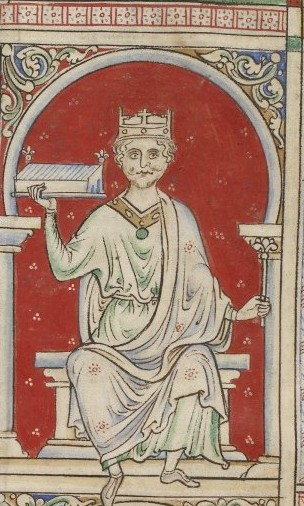
Guglielmo II disegnato da Matthew Paris, dal manoscritto Stowe, British Library, Londra.

La ribellione del 1088 avvenne dopo la morte di Guglielmo il Conquistatore e riguardò la divisione delle terre del Regno d'Inghilterra e del Ducato di Normandia tra i suoi due figli Guglielmo, detto il Rosso e Roberto, detto Cosciacorta. Le ostilità durarono da tre a sei mesi a partire dalla Pasqua del 1088.

## Precedenti
Nel 1087, sul letto di morte, Guglielmo decise come dividere tra i suoi figli le terre della sua nativa Normandia e quelle della recentemente conquistata Inghilterra. Il figlio maggiore Roberto fu nominato Duca di Normandia e, poiché il secondo figlio Riccardo di Normandia era già morto, il terzo figlio Guglielmo fu nominato Re d'Inghilterra.
La divisione in due parti delle terre di Guglielmo costituì un dilemma per quei nobili che possedevano terre su entrambi i lati della Manica. Poiché il giovane Guglielmo e suo fratello Roberto erano rivali per natura, i nobili temevano di non poter accontentare entrambi i loro signori e quindi correvano il rischio di perdere il favore dell'uno o dell'altro sovrano, o di entrambi. L’unica soluzione sarebbe stata l'unione di Inghilterra e Normandia ancora una volta sotto un unico sovrano. Il perseguimento di questo scopo li portò a ribellarsi contro Guglielmo in favore di Roberto, sotto la guida del potente vescovo Oddone di Bayeux, fratellastro di Guglielmo il Conquistatore.
I ribelli, guidati dai fratellastri di Guglielmo il Conquistatore, Oddone di Bayeux e Roberto, conte di Mortain decisero di allearsi per sbarazzarsi del giovane re Guglielmo II e riunire la Normandia e l'Inghilterra sotto un unico sovrano, Roberto.
Tra i primi sostenitori di re Guglielmo c'erano tutti i vescovi d'Inghilterra, alcuni grandi magnati tra cui Alano il Rosso (nell'est dell'Inghilterra, a nord di Londra fino allo Yorkshire), Guglielmo di Warenne, 1º conte di Surrey (dal Sussex allo Yorkshire) e Ugo di Avranches (nell'ovest, intorno al Cheshire e nel Lincolnshire), e proprietari minori come Roberto Fitzhamon e Walter D'Aincourt. Tuttavia, i ranghi dei ribelli erano costituiti da molti dei baroni più potenti d'Inghilterra: dei dieci maggiori proprietari terrieri baronali nel Domesday Book, sei erano annoverati tra i ribelli. Erano diffusi geograficamente in lungo e in largo dal Kent (controllato dal vescovo Oddone) al Northumberland (controllato da Roberto di Mowbray), al Gloucestershire e al Somerset (sotto Goffredo di Montbray, vescovo di Coutances), al Norfolk (controllato da Ruggero Bigod), attraverso lo Shropshire e il Sussex e altre contee (sotto Ruggero di Montgomery) e una vasta fascia di territorio nel sud-ovest, nel centro e nel sud dell'Inghilterra appartenente al conte Roberto di Mortain. Sostenevano i ribelli anche Eustachio III, conte di Boulogne e Ugo di Grandmesnil, che governava il Leicestershire, Roberto di Rhuddlan, suo nipote, e altri cavalieri.

## La ribellione

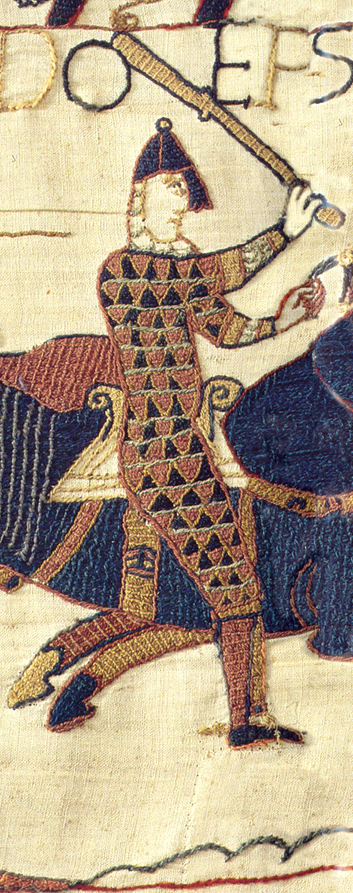
Oddone di Bayeux raffigurato nell'Arazzo di Bayeux. Il nome è ricamato in alto a sinistra.

Con l'arrivo dell'estate, nel 1088 i baroni iniziarono una campagna per devastare le terre di Guglielmo II e dei suoi sostenitori. Fortificarono i propri castelli, li rifornirono di provviste e attesero la risposta del re. Se per qualche motivo la risposta non fosse arrivata, sapevano che avrebbero potuto vivere facilmente saccheggiando i territori vicini e spingere così il regno verso l'anarchia feudale, una situazione che il re alla fine avrebbe dovuto affrontare.
La risposta del re fu triplice. In primo luogo, divise i suoi nemici promettendo tutto il denaro e le terre che volevano a quelli che fossero passati dalla sua parte. Poi, Guglielmo fece appello all'intero popolo inglese promettendo "la migliore legge che sia mai esistita in queste terre". In questo modo, le guarnigioni regionali ebbero dal popolo il sostegno che necessitavano per combattere i ribelli. Infine, il re attaccò personalmente i ribelli. Al termine di un assedio di sei settimane al castello di Pevensey nel Sussex catturò il capo dei ribelli, suo zio Oddone.
Un colpo di fortuna permise al re di non dover combattere con le truppe che il fratello stava inviando dalla Normandia, perché il maltempo impedì loro di raggiungere l'Inghilterra. Nel frattempo, insieme ad alcuni alleati, il re prese il castello di Rochester nel Kent e, con il mancato arrivo di Roberto, i ribelli furono costretti ad arrendersi.

## Conseguenze
I baroni di Guglielmo che erano rimasti fedeli sollecitarono clemenza per i baroni ribelli, dice lo storico Orderico Vitale, rivolgendosi al re:
"Se moderi la tua animosità contro questi grandi uomini e li tratti bene qui, o permetti loro di partire sani e salvi, potrai usare vantaggiosamente la loro amicizia e il loro servizio in molte occasioni future. Colui che è tuo nemico adesso, potrebbe essere il tuo utile amico in un'altra occasione."
Oddone, che era l'uomo più ricco d'Inghilterra, fu privato dei suoi averi ed esiliato a vita in Normandia, mentre al fratello Roberto il re permise di restare in Inghilterra e mantenere le sue proprietà in Normandia, a condizione che lo riconoscesse come re e mettesse da parte ogni sua pretesa al trono. 
Ruggero di Montgomery aveva lasciato i ribelli e si era unito al re dopo la promessa di terre e denaro. Pragmaticamente, il re mantenne i nobili di cui aveva bisogno e rimosse quelli che rappresentavano una minaccia.
Guglielmo di Saint-Calais, vescovo di Durham, che aveva abbandonato l'esercito del re durante la campagna, fu processato, deposto ed esiliato in Normandia, ma nel 1091 tornò in Inghilterra e fu reintegrato.